# استهلاك تعاوني

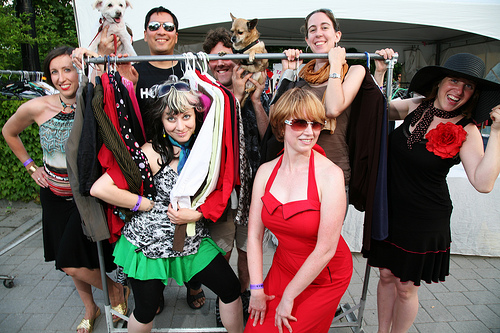

الاستهلاك التعاوني هو مجموعة من أنظمة تداول الموارد التي تمكّن المستهلكين من الاستفادة من موارد أو خدمات قيّمة، وتوفيرها بشكل مؤقت أو دائم من خلال التفاعل المباشر مع المستهلكين الآخرين أو من خلال وسيط. يشمل الاستهلاك التعاوني الاقتصاد التشاركي، ولطالما كان موجودًا في مختلف المجالات كأسواق السلع المستعملة ومقايضات التبادل ومبيعات المرآب ومبيعات أحذية السيارات والمحلات المستعملة.

## تعريف
وُجد أول تفسير مفصل للاستهلاك التعاوني في العصر الحديث في ورقة للدكتورين ماركوس فيلسون وجو سبيث في عام 1978. استعادت قوة دفع جديدة من خلال تكنولوجيا المعلومات ولاسيما ويب 2.0 وتكنولوجيا الهواتف الذكية والوسائط الاجتماعية.
يأخذ الاستهلاك التعاوني موقفًا متناقضًا حادًا من فكرة الاستهلاك التقليدي. يشمل الاستهلاك التقليدي المستهلكين السلبيين الذين لا يستطيعون أو لا يملكون القدرة على توفير أي مورد أو خدمة. لا يشمل الاستهلاك التعاوني مجرد مستهلكين، ولكن مستفيدين يستفيدون من الموارد ويوفرونها للآخرين (مثل المستهلكين والمؤسسات والحكومات). تشكل قدرة المستهلكين على تبديل الأدوار من الموفّر إلى المستفيد ومن المستفيد إلى الموفّر في نظام معين لتوزيع الموارد بشكل عام معايير التمييز الرئيسية بين الاستهلاك التقليدي والاستهلاك التعاوني.

### أهمية
يعتمد الاقتصاد التشاركي على مشاركة الأصول غير المستخدمة بشكل كاف سواء كانت ملموسة أو غير ملموسة. لن يقلل مشاركة الأشخاص للمواد والخدمات غير المستخدمة بشكل كاف من إهدارنا المادي فحسب بل سيقلل أيضًا من إهدارنا للموارد.
يوجد شكلان من الاستهلاك التعاوني وهما:
- أنظمة التبادل أو الوصول: وهي أنظمة توزيع الموارد التي يمكن للأفراد توفيرها والاستفادة من إمكانية وصول مؤقتة إليها إما مجانُا أو مقابل رسوم. لا تسمح مخططات الوصول التي يديرها المسوق للأفراد بتحديد مصدر الموارد، وبالتالي فهي ليست أنظمة تبادل، ويمكن لمواقع تأجير عملية الند للند أو حتى مكتبات إقراض الألعاب التي تسمح للمستهلكين بتوفير الموارد تحديد المصادر.[9][10][11][12]
- أنظمة إعادة التوزيع: وهي أنظمة توزيع الموارد التي يمكن للأفراد توفيرها والاستفادة منها بشكل دائم إما مجانًا أو مقابل رسوم. قدّر مؤشر كيجيجي الكندي لاقتصاد السلع المستعملة لعام 2016 انطلاقًا من أنظمة التوزيع فقط أن حوالي 85% من المستهلكين اشتروا أو تخلصوا من سلع مملوكة مسبقًا من خلال الأسواق المستعملة (شراء المستعمل وإعادة البيع) أو التبرع أو المقايضة، وذلك إما من خلال قنوات التبادل عبر الإنترنت أو الواقعية. قُدرت السوق الكندية المستعملة وحدها بنحو 230 مليار دولار، وذلك وفقًا لمؤشر كيجيجي لاقتصاد السلع المستعملة لعام 2015.[13][14][15]

مثّلت منصات التبادل الربحية والتي يشار إليها عمومًا باسم أنظمة التبادل التجاري من الند للند (أو الاقتصاد التشاركي بشكل عام) أيضًا سوقًا عالمية بقيمة 15 مليار دولار في عام 2014 و29 مليار دولار في عام 2015، ومن المتوقع أن تصل إلى 335 مليار دولار بحلول عام 2025.

### راشيل بوتسمان
تُعرّف راشيل بوتسمان الباحثة في الاستهلاك التعاوني ومؤلفة كتاب «ما هو لي هو لك: صعود الاستهلاك التعاوني» الاستهلاك التعاوني المعروف أيضًا باسم الاستهلاك المشترك. هو التشارك التقليدي والمقايضة والإقراض والتجارة والإيجار والإهداء المُعاد تعريفه من خلال التكنولوجيا ومجتمعات الأقران. تقول بوتسمان إننا «لا نعيد اختراع ما نستهلكه فقط ولكن كيف نستهلك».
تُعرّف بوتسمان الأنظمة الثلاثة التي تشكل الاستهلاك التعاوني. يتجسد النظام الأول بأسواق التوزيع إذ تُستخدم الخدمات لمطابقة الأوصياء والرغبات لتمكن إعادة توزيع الأصول الشخصية غير المستخدمة على الأماكن التي ستُستخدم فيها بشكل أفضل. تسمح أنماط الحياة التعاونية للناس بمشاركة الموارد مثل المال والمهارات والوقت، ويتجسد أفضل تفسير لذلك بتشارك الموارد غير الملموسة. توفر أنظمة خدمة المنتج فوائد المنتج دون الحاجة إلى امتلاكه بشكل مباشر، فيمكن مشاركة المنتجات المستخدمة لتحقيق أغراض محددة بدلًا من شرائها. تُحدث هذه الأنظمة المختلفة التغيير في المجتمع من خلال توفير فرص عمل جديدة، فتوفر للناس طرقًا لكسب المال من عملية الند للند وتقليل التأثير البيئي على البيئة.

### دور المستهلك المزدوج
يمثّل الاستهلاك التعاوني تحديًا لروّاد الأعمال والممارسين على حد سواء لأنه يشكّل دورًا مستهلكًا مزدوجًا يتعدى المفهوم الكلاسيكي للمشتري/المستهلك، والذي عادةً ما لا يشارك في عملية الإنتاج أو التوزيع. باعت الشركات تقليديًا المنتجات والخدمات للمستهلكين، وهي تبدأ الآن في جذب مواردها أيضًا من خلال التأسيس المشترك أو الاستحواذ.
يعني  هذا للبروفيسورة دايان سكارابوتو أن الأفراد قادرون على تبديل الأدوار والمشاركة في تنظيم الأعمال المدمجة والتعاون في إنتاج الموارد والوصول إليها. يتميز الاستهلاك التعاوني بقدرة المستهلكين على أن يكونوا موفّرين ومستفيدين من موارد في نظام معين لتداول هذه الموارد. تعني أنظمة الاستهلاك التعاونية بالتالي نظام تداول الموارد الذي لا يكون فيه الفرد مجرد مستهلك فحسب بل هو أيضًا مستفيد لديه فرصة لتأييد دور الموفّر على النحو التالي:
المستفيد: هو الشخص الذي يسعى للحصول على مورد أو خدمة يوفرها المستهلك الآخر (أي الموفّر) بشكل مباشر أو غير مباشر بوساطة منظمة تعرف بأنها الوسيط والتي قد تكون ربحية أو غير ربحية.
الموفّر: هو الشخص الذي يقدّم موردًا أو خدمة إما مباشرة إلى مستهلك (أي المستفيد) أو بشكل غير مباشر من خلال وسيط ربحي أو غير ربحي.

## شدة التعاونية
يمكن تصور الاستهلاك التعاوني على نحو أفضل من منظور نظام تداول الموارد الذي يتسبب في مستويات مختلفة من الكثافة التعاونية وهي: تعاون نقي (من مستهلك إلى مستهلك) وتعاون المصادر (من المستهلك إلى المنظمة) والتعاون التجاري (من المنظمة إلى المستهلك). يمكن أن تكون المنظمة مؤسسة ربحية أو غير ربحية.

## التعاون النقي
يتضمن التعاون النقي عمليات تبادل مباشرة من الموفّر إلى الموفّر، فيتبادل المستهلكون موردًا أو خدمة معينة مباشرة. على سبيل المثال، يوفّر المستهلكون مباشرة الموارد أو الخدمات ويحصلون عليها من الأنظمة الأساسية على الإنترنت مثل الإعلانات المبوبة أو مواقع المزادات. تُعتبر هذه المنصات عبر الإنترنت هي وسيط ولكنها لا تمارس هذا الدور وذلك بسبب حرية المستهلكين في وضع شروط وضوابط توزيع واستهلاك المورد أو الخدمة معًا، وذلك في الوقت الذي يتدخل فيه الوسطاء في الإعداد.
لا يمارس كل الوسطاء الوساطة، فلا يسمح موقع مشاركة القيادة الكندي أميغو إكسبريس الذي يتخذ من كندا مقراً له مثلًا للمُتصلين ومقدمي الخدمات بالاتصال لترتيب شروط القيادة. يحتاج كل وكيل للاتصال بشكل منفصل ودفع الرسوم إلى الموقع من أجل التزوّد بالخدمة وتقديمها، فيُعتبر لذلك برنامج أميغو إكسبريس وسيطًا.

## تعاون المصادر
أثارت التقنيات الحديثة إبداع تنظيم الأعمال لتطوير سلالات جديدة من الوسطاء. يزعمون أنهم يتحدّون الأعمال التقليدية، ويفعلون ذلك لأنهم يديرون أعمالًا بطريقة مختلفة دون تقديم أو إنتاج أي شيء بأنفسهم، ولكن من خلال الاستفادة من منطق الاستعانة بمصادر خارجية لتحقيق ذلك. إن التعاون بين المصادر يعني أن المؤسسات لا توفّر موردًا أو تقدم خدمة للمستهلكين وحدهم، ولكنها تعتمد على مقدمي الخدمات (أي المستهلكين) لأداء الاثنين معًا. إنهم يستفيدون من الإنترنت للتوسط بتكلفة وبكفاءة أكبر في عمليات التبادل التي من شأنها أن تكون عمليات تبادل أصلية بين المستهلك إلى المستهلك. يشير تعاون المصادر مثلًا إلى منتجات مجددة أو متغيرة تبيعها المنظمات التقليدية، ويوفرها المستهلكون (أي مقدمو الخدمات) الذين كانوا غير راضين عن المنتجات المعنية لأسباب غير معروفة.

## التعاون التجاري
التعاون التجاري هو النقيض المتماثل لتعاون المصادر، وذلك لأنه يشير إلى المستفيد الذي يتمتع بمورد تتوسط فيه منظمة ويوفّره مستهلك آخر (أي مقدم الخدمة) عبر تعاون المصادر. يستفيد المستفيد من مورد يوفّره الموفّر إلى وسيط. يقدم الوسيط بدوره مورد موفّري الخدمات للجهة المستفيدة عادةً، ولكن ليس حصرًا بتكلفة تُرجع بالكامل أو جزئيًا أو بشكل غير كامل على الإطلاق إلى الموفّر الأصلي.